# CD Macará
Club Deportivo Macará – ekwadorski klub piłkarski z siedzibą w mieście Ambato. Miejscowym rywalem klubu jest Club Deportivo Técnico Universitario.

## Historia
Klub założony został 1 czerwca 1943. Stał się klubem wędrującym pomiędzy dwoma najwyższymi ligami kraju. Szczególnie długo klub nie był obecny w pierwszej lidze po spadku w 1974. Po 11 latach klub wygrał drugą ligę, a w 1988 odniósł największy sukces w historii - zajął najwyższe trzecie miejsce w pierwszej lidze. Już trzy lata po tym sukcesie wylądował w drugiej lidze, by ponownie rozpocząć tradycyjny taniec między obu ligami. Po awansie w 2005 klub gra obecnie w pierwszej lidze ekwadorskiej.

## Osiągnięcia
Mistrz drugiej ligi ekwadorskiej (3): 1985, 1998, 2005 (Clausura)